# La Tour (Haute-Savoie)
La Tour is een gemeente in het Franse departement Haute-Savoie (regio Auvergne-Rhône-Alpes) en telt 1197 inwoners (2004). De plaats maakt deel uit van het arrondissement Bonneville.

## Geografie
De oppervlakte van La Tour bedraagt 7,8 km², de bevolkingsdichtheid is 153,5 inwoners per km².
De onderstaande kaart toont de ligging van La Tour (Haute-Savoie) met de belangrijkste infrastructuur en aangrenzende gemeenten.

## Demografie
Onderstaande figuur toont het verloop van het inwonertal (bron: INSEE-tellingen).